# Ruandai frank
A frank Ruanda hivatalos pénzneme.

## Érme
2008 augusztusában bocsátották ki a 100 frankos érmét.
| Névérték  | Műszaki paraméterek | Műszaki paraméterek | Műszaki paraméterek | Műszaki paraméterek | Leírás | Leírás       | Leírás        | Dátumok    | Dátumok        | Dátumok     |
| Névérték  | Átmérő              | Vastagság           | Tömeg               | Összetétel          | Perem  | Előlap       | Hátlap        | Első veret | Kibocsátás     | Visszavonás |
| --------- | ------------------- | ------------------- | ------------------- | ------------------- | ------ | ------------ | ------------- | ---------- | -------------- | ----------- |
| 1 frank   | 16 mm               | 1,6 mm              | 0,7 g               | alumínium           | sima   | rizs növény  | Ruanda címere | 2003       | 2003           | forgalomban |
| 5 frank   | 20 mm               | 1,55 mm             | 3 g                 | acélozott bronz     | sima   | kávé növény  | Ruanda címere | 2009       | 2009           | forgalomban |
| 10 frank  | 24 mm               | 1,7 mm              | 5 g                 | acélozott bronz     | sima   | banán növény | Ruanda címere | 2003       | 2003           | forgalomban |
| 20 frank  | 20 mm               | 1,75 mm             | 3,5 g               | acélozott nikkel    | sima   | tea növény   | Ruanda címere | 2003       | 2003           | forgalomban |
| 50 frank  | 24 mm               | 1,85 mm             | 5,7 g               | nikkel              | sima   | kukoricacső  | Ruanda címere | 2003       | 2003           | forgalomban |
| 100 frank | 26 mm               | 1,97 mm             | 7,47 g              | nikkel              | sima   | névérték     | Ruanda címere | 2007       | 2008 augusztus | forgalomban |

## Bankjegyek
2007 végén bocsátották ki a 2000 frankos bankót, amelynek mérete 142 x 72 mm.
2013. szeptember 24-én bocsátották ki az új 500 frankos bankjegyet.
2019. február 11-én új formában bocsátották ki az 500 és 1000 frankos bankjegyet.
| Névérték    | Méret       | Szín        | Leírás                               | Leírás                                | Dátumok   | Dátumok              | Dátumok     | Dátumok |
| Névérték    | Méret       | Szín        | Előoldal                             | Hátoldal                              | nyomtatás | kibocsátás           | visszavonás |         |
| ----------- | ----------- | ----------- | ------------------------------------ | ------------------------------------- | --------- | -------------------- | ----------- | ------- |
| 500 frank   | 135 x 72 mm | kék, szürke | három tehén                          | gyerekek laptopok előtt               | 2013      | 2013. szeptember 24. | forgalomban |         |
| 1000 frank  | 140 x 72 mm | kék, zöld   | Nemzeti Múzeum Bature-ban            | aranycerkóf Volcanoes Nemzeti Parkban | 2015      | 2015. október 15.    | forgalomban |         |
| 2000 frank  | 142 x 72 mm | lila        | Ruanda címere, műholdak              | kávébab-mosás                         | 2014      | 2014. december 16.   | forgalomban |         |
| 5 000 frank |             | rózsaszín   | gorillák a Volcanoes Nemzeti Parkban | kosarak                               | 2014      | 2014. december 16.   | forgalomban |         |

## Külső hivatkozások
- bankjegyek képei